# Alois Pachernegg

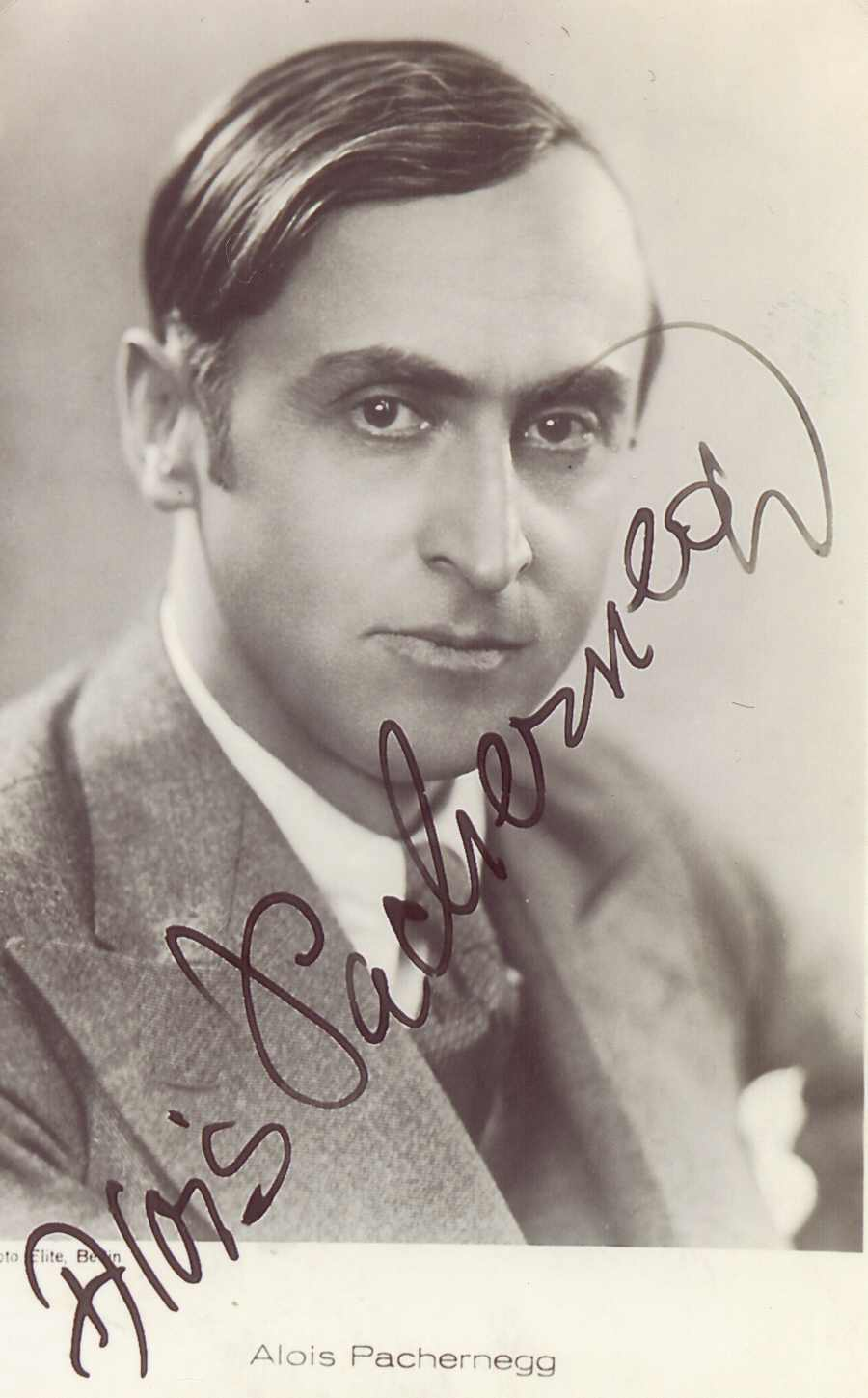
Alois Pachernegg

Alois Pachernegg  (Irdning, 21 april 1892 – Wenen, 13 augustus 1964) was een Oostenrijks componist, muziekpedagoog en dirigent. Voor bepaalde werken gebruikte hij het pseudoniem: Ali Pach.

## Levensloop
Pachernegg was in jonge jaren koorknaap in het klooster Benedictijnenstift Admont en werd aldaar beïnvloed. Vervolgens was hij in de school van de muziekvereniging van Stiermarken te Graz, waar hij van 1906 tot 1913 bij Roderich von Mojsisovics-Mojsvár (1877-1953) hoorn, cello, piano, muziektheorie en dirigeren studeerde. 
Hij werd stedelijke muziekdirecteur in Leoben (Stiermarken), waar hij bij muziekfeesten onder andere ook de Wiener Philharmoniker dirigeerde. In 1927 ging hij als dirigent van het filmorkest van de Universum Film AG (Ufa) en van het omroeporkest naar Berlijn. In 1934 ging hij terug naar Wenen en werkte aldaar als freelance componist. Na de Tweede Wereldoorlog werd hij dirigent van het Große Unterhaltungsorchester (Groot amusementsorkest) van de Oostenrijkse omroep (ORF) in Wenen. Van 1948 tot 1951 was hij directeur van de muziekschool Güssing in de deelstaat Burgenland. 
Als componist schreef hij werken voor verschillende genres. 

## Composities

### Werken voor orkest
- 1913 Symphonischer Prolog, voor piano en orkest
- 1916 Golgotha, symfonische scène (Na de nieuwe druk in 1940 als Elegische Rhapsodie aangeduid)
- 1936 Der Kobold: lustige Ouvertüre, op. 39
- 1936 Wienerische Suite
  1. Kleine Parade (Auf der Schmelz)
  2. Ballett-Szene (In der Oper)
  3. Promenade (Am Graben)
  4. Karussell (Im Prater)
- 1937 Concerto, voor strijkorkest, op. 43
- 1937 Wiener Burgmusik
- 1939 Ländlerische Tänze
- 1939 Spitzweg-Suite in vier Bildern
- 1940 Romantische Ouvertüre
- 1941 Divertimento, voor orkest
- 1941 Kleine Lustspiel Ouvertüre
- 1941 Jagd-Ouvertüre; Es klingt der Wald...
- 1941 Italienische Komödien Ouvertüre
- Concertino, voor piano en strijkorkest
- Csardas
- Deutsches Barock : eine Suite frei nach alten Meistern, voor klein orkest
- Drei ländliche Fragmente - Suite nach Holzschnitten von Switbert Lobisser, voor orkest
  1. Bäuerliche Walpurgisnacht
  2. Tanz auf dem Tennboden
  3. Sternsinger
- Drei Nymphen am See
- Drei Steirische Ländler
- Fantasie über "Es liegt eine Krone im grünen Rhein", voor gemengd koor en orkest
- Grinzinger Galopp
- Intermezzo espagnole
- Poestastemming: drie Hongaarse dansen
- Schwäbischer Dorftanz
- Tarantella
- Unter Dampf! Ein Zug fährt vorüber
- Valse triste
- Wienerisch, wals
- Wiener Zuckerl
- Zwei Wiener Aquarelle

### Werken voor harmonieorkest
- 1935 G'schichten aus dem Enns-Tal - Steirische Lieder und Tänze
- 1941 Italienische Komödien-Ouvertüre
- 1954 Kleiner Heurigen-Marsch aus "Zwei Wiener Aquarelle"
- Aufmarsch der Sensenschmiede uit "Zwei ländlerische Stücke"
- Hochzeitsmarsch uit "Erzherzog-Johann-Suite"
- Militär-Marsch nr. 1
- Militär-Marsch nr. 2
- Wiener Gusto-Marsch

### Werken voor koor
- Bauernkantate, cantate voor vierstemmig mannenkoor en piano
  1. Ein Brotlaib auf dem Tische ruht
  2. Wir Bauern dulden keinen Spott
  3. Weite Reise
- Die Berge hoch, voor gemengd koor en orkest

### Vocale muziek
- Im Kerzenschimmer, kerstliederen voor zangstem en piano

### Kamermuziek
- 1929 Kleine Musik für 3 Instrumente, op. 31 nr. 2
- 1930 Altsteyerische Spiel- und Tanzmusik nach Original-Melodien
- Drei Ennstaler Menuette, voor dwarsfluit, klarinet en fagot
- Hirtenmusik, op. 33
  1. Andante espressivo - Allegro assai
  2. Drie kribbeliederen  
    1. Stacherl, muaßt g’schwind aufsteh’n (Stiermarken)
    2. Es wird schon glei’dumba (Tirol)
    3. Still, still, still (Salzburg)

### Werken voor piano
- 1944 Neun Klavierstücke für die Jugend

## Publicaties
- Neue allgemeine Musiklehre, Berlin : O. Wrede Regina-Verlag, 1952.